# Poicephalus robustus
Poicephalus robustus là một loài chim trong họ Psittacidae.